# Cartas del parque
Cartas del parque és una pel·lícula dramàtica cubana estrenada en el 1988 i dirigida per Tomás Gutiérrez Alea. És una de les pel·lícules que integra la sèrie Amores difíles, projecte auspiciat per TVE i la Fundación del Nuevo Cine Latinoamericano, format per una sèrie de sis guions escrits per Gabriel García Márquez el 1987, basats en articles i contes seus.

## Sinopsi
La història té lloc a la ciutat de Matanzas, cent quilòmetres a l'oest de l'Havana, en 1913. Dos joves enamorats (Ivonne Lopez) i Juan (Miguel Paneke), on cadascun pel seu costat i sense que l'altre ho sàpiga, sol·liciten els serveis d'un escrivà per a comunicar-se a través de les cartes que aquest redacta. A poc a poc, els sentiments de l'escrivà s'imposaran per sobre de la seva voluntat i revelaran una veritat eterna: a l'amor no se li pot fer paranys; és l'amor qui domina en aquest joc.

## Repartiment
- Víctor Laplace
- Ivonne López Arenal
- Miguel Paneke
- Mirta Ibarra
- Adolfo Llauradó
- Elio Mesa

## Reconeixements
La pel·Lícula fou seleccionada per representar Cuba a l'Oscar a la millor pel·lícula de parla no anglesa als Premis Oscar de 1989, però la seva nominació no fou acceptada.